# Liacarus arduus
Liacarus arduus är en kvalsterart som beskrevs av K. Fujikawa 1989. Liacarus arduus ingår i släktet Liacarus och familjen Liacaridae. Inga underarter finns listade i Catalogue of Life.